# Мертве повітря
Мертве повітря – безкисневе рудникове повітря, яке містить в основному азот і вуглекислий газ. Мертве повітря непридатне для дихання.